# Përparim Kovaçi
Përparim Kovaçi (ur. 8 stycznia 1956 w Beracie) – albański piłkarz i trener piłkarski, król strzelców Kategorii e Parë z 1980 roku.

## Życiorys
Miał troje sióstr i trzech braci; jeden ze starszych braci miał na imię Fatmiri i pracował jako stolarz. W wieku 3 lat Përparim został osierocony przez matkę. Początkowo trudnił się naprawą wodociągów w Beracie.

## Życie prywatne
Jest żonaty.